# Cryphaea lanceolata
Cryphaea lanceolata là một loài rêu trong họ Cryphaeaceae. Loài này được P. Rao & Enroth mô tả khoa học đầu tiên năm 1999.